# Pístina
Pístina (německy Pistin) je obec v okrese Jindřichův Hradec v Jihočeském kraji. Žije zde 110 obyvatel. V Pístině je od 19. listopadu 1990 vesnická památková zóna. Do území obce zasahuje národní kulturní památka Rožmberská rybniční soustava.

## Historie
První písemná zmínka o obci pochází z roku 1397.

## Obyvatelstvo
| Rok            | 1869 | 1880 | 1890 | 1900 | 1910 | 1921 | 1930 | 1950 | 1961 | 1970 | 1980 | 1991 | 2001 | 2011 | 2021 |
| -------------- | ---- | ---- | ---- | ---- | ---- | ---- | ---- | ---- | ---- | ---- | ---- | ---- | ---- | ---- | ---- |
| Počet obyvatel | 334  | 374  | 329  | 351  | 339  | 326  | 281  | 196  | 191  | 181  | 134  | 91   | 168  | 189  | 103  |
| Počet domů     | 52   | 53   | 55   | 55   | 55   | 60   | 61   | 66   | 55   | 51   | 46   | 68   | 71   | 70   | 69   |

## Obecní správa
Mezi lety 1850–1979 byla Pístina obcí v okrese Jindřichův Hradec (1850–1930), posléze v okrese  Třeboň (1950) a později opět v okrese Jindřichův Hradec. Od 1. ledna 1980 do 31. prosince 1991 patřila jako část města k Stráži nad Nežárkou a od 1. ledna 1992 je opět samostatnou obcí.

### Obecní symboly
Znak a vlajka byly obci uděleny rozhodnutím předsedy Poslanecké sněmovny Parlamentu České republiky dne 7. října 2003.

## Pamětihodnosti
- Kaple svaté Kateřiny
- Židovský hřbitov
- Venkovské usedlosti čp. 2, 12, 18, 20, 25 a 28